# Speedway Ekstraliga (2009)
CenterNet Mobile Speedway Ekstraliga 2009  – dziesiąty, od czasu uruchomienia Ekstraligi i 62. w historii, sezon rozgrywek najwyższego szczebla o drużynowe mistrzostwo Polski na żużlu. Tytułu mistrza Polski z sezonu 2008 broniła drużyna Unibaksu Toruń. Do ekstraklasy powróciły Polonia Bydgoszcz oraz Lotos Wybrzeże Gdańsk.
Runda zasadnicza rozgrywek rozpoczęła się 5 kwietnia i trwała do 2 sierpnia. Finał zaplanowany był na 25 października.

## Skład
Kluby Speedway Ekstraligi 2009
| Nazwa klubu                   | Nazwa drużyny                    | Stadion                           | Pojemność |
| ----------------------------- | -------------------------------- | --------------------------------- | --------- |
| KST Unibax S.A.               | Unibax Toruń                     | Motoarena Toruń                   | 15 000    |
| Unia Leszno S.S.A.            | Unia Leszno                      | Stadion im. Alfreda Smoczyka      | 25 000    |
| ZKŻ S.S.A.                    | Falubaz Zielona Góra             | Stadion Miejski                   | 15 000    |
| CKM Włókniarz S.A.            | CKM Cognor Włókniarz Częstochowa | Arena Częstochowa                 | 16 850    |
| WTS S.A.                      | Atlas Wrocław                    | Stadion Olimpijski                | 35 000    |
| Stal Gorzów Wielkopolski S.A. | Caelum Stal Gorzów               | Stadion im. Edwarda Jancarza      | 11 115    |
| ŻKS Polonia Bydgoszcz S.A.    | Polonia Bydgoszcz                | Stadion Polonii                   | 20 000    |
| GKS Wybrzeże S.A.             | Lotos Wybrzeże Gdańsk            | Stadion im. Zbigniewa Podleckiego | 15 000    |

### Transfery
- Tomasz Chrzanowski: Lotos Wybrzeże Gdańsk → Polonia Bydgoszcz
- Bjarne Pedersen: Lotos Wybrzeże Gdańsk → Unia Tarnów[3]
- Andrij Karpow: Lotos Wybrzeże Gdańsk → Orzeł Łódź
- Antonio Lindbäck: RKM Rybnik → Polonia Bydgoszcz
- Rafał Okoniewski: Polonia Bydgoszcz → Stal Gorzów
- Matej Žagar: Stal Rzeszów → Stal Gorzów
- David Ruud: KM Ostrów → Stal Gorzów
- Jesper B. Monberg: Stal Gorzów → Unia Tarnów
- Matej Ferjan: Stal Gorzów → GTŻ Grudziądz
- Mikael Max: Atlas Wrocław → Stal Rzeszów
- Rory Schlein: Atlas Wrocław → GTŻ Grudziądz
- Sebastian Ułamek: Złomrex Częstochowa → Unia Tarnów
- Mateusz Kowalczyk: Złomrex Częstochowa → KSM Krosno
- Nicolai Klindt: ZKŻ Zielona Góra → KM Ostrów
- Adam Kajoch: Unia Leszno → PSŻ Poznań (wypożyczenie)
- Karol Ząbik: Unibax Toruń → KM Ostrów (wypożyczenie)
- Martin Vaculík: Stal Rzeszów → Lotos Wybrzeże Gdańsk[4]
- Joonas Kylmäkorpi: KM Ostrów → Lotos Wybrzeże Gdańsk[4]
- Scott Nicholls: Stal Rzeszów → Atlas Wrocław
- Davey Watt: Stal Rzeszów → Atlas Wrocław
- Adam Skórnicki: PSŻ Poznań → Lotos Wybrzeże Gdańsk[5]
- Kenneth Bjerre: Stal Rzeszów → Lotos Wybrzeże Gdańsk[6]
- Hans Andersen: Unibax Toruń → Lotos Wybrzeże Gdańsk[7]

### Składy
| zawodnik Grand Prix IMŚ na Żużlu 2009 |

| Zawodnik             | Śr. biegowa |
| -------------------- | ----------- |
| Andreas Jonsson      | 2,578 (I)   |
| Emil Sajfutdinow     | 2,535 (I)   |
| Tomasz Chrzanowski   | 2,240 (I)   |
| Antonio Lindbäck     | 1,956 (I)   |
| Krzysztof Buczkowski | 1,916 (I)   |
| Jonas Davidsson      | 1,847 (I)   |
| Marcin Jędrzejewski  | 1,628 (I)   |
| Daniel Davidsson     | N           |
| Jonas Andersson      | N           |
| Szymon Woźniak       | N           |
| Damian Adamczak      | 0,000 (n)   |
| Mikołaj Curyło       | N           |
| Mirosław Konieczny   | N           |
| Trener: Zenon Plech  |             |

| Zawodnik                   | Śr. biegowa |
| -------------------------- | ----------- |
| Nicki Pedersen             | 2,775       |
| Greg Hancock               | 2,505       |
| Lee Richardson             | 2,000       |
| Tomasz Gapiński            | 1,857       |
| Sławomir Drabik            | 1,341       |
| Mateusz Szczepaniak        | 1,000       |
| Michał Szczepaniak         | 1,107 (n)   |
| Lewis Bridger              | 1,389 (n)   |
| Borys Miturski             | 0,938       |
| Tai Woffinden              | 0,886 (n)   |
| Marcin Piekarski           | N           |
| Kamil Mistygacz            | N           |
| Damian Romańczuk           | N           |
| Kamil Cieślar              | N           |
| Dawid Bąk                  | N           |
| Marcin Bubel               | N           |
| Adrian Osmólski            | N           |
| Alexander Edberg           | N           |
| Trener: Grzegorz Dzikowski |             |

| Zawodnik              | Śr. biegowa |
| --------------------- | ----------- |
| Hans Andersen         | 2,000       |
| Adam Skórnicki        | 2,150 (I)   |
| Magnus Zetterström    | 2,132 (I)   |
| Joonas Kylmäkorpi     | 2,089       |
| Rienat Gafurow        | 1,571 (I)   |
| Tobias Kroner         | 1,806 (n)   |
| Kenneth Bjerre        | 1,432       |
| Billy Forsberg        | 1,167 (I)   |
| Josh Auty             | 1,667 (I n) |
| Tomasz Piszcz         | 0,692 (I n) |
| Martin Vaculík        | 1,258       |
| Sonke Petersen        | N           |
| Andriej Kobrin        | 0,000 (I n) |
| Damian Sperz          | 0,829 (n)   |
| Dariusz Rybakowski    | 0,600 N     |
| Trener: Robert Sawina |             |

| Zawodnik                  | Śr. biegowa |
| ------------------------- | ----------- |
| Tomasz Gollob             | 2,390       |
| Rafał Okoniewski          | 2,031 (I)   |
| David Ruud                | 2,026 (I)   |
| Rune Holta                | 1,939       |
| Peter Karlsson            | 1,813       |
| Matej Žagar               | 1,757       |
| Jacek Gollob              | 1,136 (I)   |
| Tomas H. Jonasson         | 1,129       |
| Adrian Szewczykowski      | 0,706       |
| Paweł Zmarzlik            | 0,000 n     |
| Łukasz Cyran              | 0,000 n     |
| Mateusz Mikorski          | N           |
| Jari Mäkinen              | N           |
| Trener: Stanisław Chomski |             |

| Zawodnik           | Śr. biegowa |
| ------------------ | ----------- |
| Wiesław Jaguś      | 2,240       |
| Ryan Sullivan      | 2,186       |
| Chris Holder       | 2,107       |
| Adrian Miedziński  | 1,911       |
| Robert Kościecha   | 1,855       |
| Martin Smolinski   | 1,465 (I)   |
| Tomasz Bajerski    | 1,959 (II)  |
| Damian Celmer      | 0,650 (n)   |
| Mateusz Lampkowski | 0,500 (n)   |
| Matěj Kůs          | 2,424 (II)  |
| Oskar Pieniążek    | N           |
| Kamil Pulczyński   | N           |
| Emil Pulczyński    | N           |
| Darcy Ward         | N           |
| Trener: Jan Ząbik  |             |

| Zawodnik                  | Śr. biegowa |
| ------------------------- | ----------- |
| Jarosław Hampel           | 2,283       |
| Leigh Adams               | 2,273       |
| Krzysztof Kasprzak        | 2,125       |
| Damian Baliński           | 1,826       |
| Jurica Pavlic             | 1,676       |
| Troy Batchelor            | 1,095       |
| Przemysław Pawlicki       | 2,357 (n)   |
| Sławomir Musielak         | 1,297 (II)  |
| Adam Shields              | 2,235 (n)   |
| Paweł Ratajszczak         | 0,156 (I n) |
| Mateusz Łukaszewski       | N           |
| Trener: Czesław Czernicki |             |

| Zawodnik              | Śr. biegowa |
| --------------------- | ----------- |
| Jason Crump           | 2,584       |
| Tomasz Jędrzejak      | 1,776       |
| Scott Nicholls        | 1,754       |
| Daniel Jeleniewski    | 1,507       |
| Davey Watt            | 1,449       |
| Maciej Janowski       | 1,413       |
| Ben Barker            | 2,000 (n)   |
| Leon Madsen           | 0,400 (n)   |
| Marek Łozowicki       | N           |
| Dennis Andersson      | N           |
| Trener: Marek Cieślak |             |

| Zawodnik               | Śr. biegowa |
| ---------------------- | ----------- |
| Grzegorz Walasek       | 2,080       |
| Rafał Dobrucki         | 1,859       |
| Piotr Protasiewicz     | 1,850       |
| Niels Kristian Iversen | 1,359       |
| Fredrik Lindgren       | 1,663       |
| Grzegorz Zengota       | 1,433       |
| Artiom Wodiakow        | 1,167 (n)   |
| Ludvig Lindgren        | 0,571 (n)   |
| Janusz Baniak          | 0,000 (n)   |
| Patryk Dudek           | N           |
| Paweł Gwóźdź           | N           |
| Tomasz Halicki         | N           |
| Trener: Piotr Żyto     |             |

## Rozgrywki

### Terminarz
Terminarz rundy zasadniczej
|                       | BYD   | CZE   | GDA   | GOR   | LES   | TOR   | WRO   | ZIE   |
| --------------------- | ----- | ----- | ----- | ----- | ----- | ----- | ----- | ----- |
| Polonia Bydgoszcz     | x     | 46:38 | 57:33 | 47:43 | 45:45 | 39:51 | 47:43 | 47:43 |
| Włókniarz Częstochowa | 50:40 | x     | 53:37 | 43:47 | 45:45 | 50:40 | 52:38 | 50:40 |
| Lotos Wybrzeże Gdańsk | 57:33 | 60:30 | x     | 44:46 | 49:41 | 41:49 | 50:40 | 39:51 |
| Stal Gorzów           | 59:31 | 39:51 | 55:35 | x     | 49:41 | 44:45 | 52:38 | 49:41 |
| Unia Leszno           | 49:41 | 42:48 | 51:39 | 61:29 | x     | 62:28 | 49:41 | 47:43 |
| Unibax Toruń          | 56:34 | 53:37 | 54:36 | 50:40 | 48:42 | x     | 54:36 | 52:38 |
| Atlas Wrocław         | 51:39 | 43:45 | 49:41 | 40:50 | 49:41 | 44:46 | x     | 47:43 |
| ZKŻ Zielona Góra      | 54:36 | 59:31 | 58:32 | 63:27 | 46:44 | 67:23 | 52:37 | x     |

Klub z lewej kolumny jest gospodarzem meczu.
1. Kolejka – 5 kwietnia
- Bydgoszcz – Wrocław 47:43
Bydgoszcz: Sajfudtinow 11, Jonsson i Buczkowski po 9 – Wrocław: Crump 10, Jędrzejak 9, Barker 8
- Gdańsk – Toruń 41:49
Gdańsk: Andersen 12, Zetterström 10, Bjerre 9 – Toruń: Jaguś 13, Holder 12, Sullivan 11
- Zielona Góra – Częstochowa 59:31
Zielona Góra: Dobrucki i Walasek po 12, Protasiewicz 11 – Częstochowa: Richardson 8, Gapiński 7, Michał Szczepaniak i Woffinden po 6
- Leszno – Gorzów 61:29
Leszno: Hampel 14, Adams 13, K. Kasprzak 11 – Gorzów: Žagar i Holta po 7, Karlsson 6

2. Kolejka – 13 kwietnia
- Wrocław – Gdańsk 49:41
Wrocław: Crump 15, Nicholls 10, Watt i Jędrzejak po 9 – Gdańsk: Vaculik 9, Bjerre 8, Skórnicki i Andersen po 7
- Gorzów – Bydgoszcz 59:31
Gorzów: Žagar 14, T. Gollob i Holta po 12 – Bydgoszcz: Sajfudtinow 12, Jonsson 10, Lindbäck 6
- Częstochowa – Leszno 45:45
Częstochowa: Hancock 13, Richardson i Mich. Szczepaniak po 8 – Leszno: Adams 15, Hampel i K. Kasprzak po 9
- Toruń – Zielona Góra – przełożony na 17 maja – 52:38
Toruń: Holder i Miedziński po 13, Sullivan 11 – Zielona Góra: Dobrucki 9, Walasek, Dudek i Zengota po 7

3. Kolejka – 19 kwietnia
- Wrocław – Częstochowa 43:45
Wrocław: Crump 11, Jeleniewski 10, Watt 7 – Częstochowa: Hancock 12, N. Pedersen 11, Richardson 10
- Leszno – Zielona Góra 47:43
Leszno: Adams 13, Hampel 10, Baliński 8 – Zielona Góra: Protasiewicz 15, Zengota 9, Walasek 8
- Gdańsk – Gorzów 44:46
Gdańsk: Andersen 11, Bjerre 10, Skórnicki 9 – Gorzów: T. Gollob 14, Karlsson 12, Žagar 10
- Bydgoszcz – Toruń 39:51
Bydgoszcz: Sajfudtinow 16, Buczkowski 8, Jonsson 7 – Toruń: Jaguś 12, Sullivan 11, Holder 9

4. Kolejka – 3 maja
- Zielona Góra – Gdańsk 58:32
Zielona Góra: Protasiewicz 12, Zengota 11, Dobrucki 10 – Gdańsk: Bjerre 14, Vaculik 8, Andersen 4
- Gorzów – Wrocław 52:38
Gorzów: Holta 13, Gollob 11, Karlsson 10 – Wrocław: Crump 17, Watt i Nicholls po 6
- Częstochowa – Bydgoszcz 50:40
Częstochowa: Hancock 15, Richardson 10, Gapiński 9 – Bydgoszcz: Jonsson 15, Sajfudtinow i Lindbäck po 9
- Toruń – Leszno 48:42
Toruń: Holder i Jaguś po 11, Miedziński 9 – Leszno: Adams 16, Hampel 10, Kasprzak 9

5. Kolejka – 10 maja
- Wrocław – Toruń 44:46
Wrocław: Crump 10, Jeleniewski 9, Jędrzejak 7 – Toruń: Holder i Miedziński po 13 i Sullivan 12
- Gorzów – Częstochowa 39:51
Gorzów: Karlsson 8, Gollob i Žagar po 7 – Częstochowa: N. Pedersen 15, Hancock 13, Richardson 9
- Gdańsk – Leszno – przełożony mecz na 17 maja – 49:41
Gdańsk: Vaculik 14, Andersen i Zetterström po 10 – Leszno: Kasprzak 11, Adams 9, Hampel 8
- Bydgoszcz – Zielona Góra 47:43
Bydgoszcz: Sajfutdinov 13, Jonsson 12, Buczkowski 7 – Zielona Góra: Dobrucki 13, Walasek 8, Zengota 7

6. Kolejka – 24 maja
- Zielona Góra – Gorzów 63:27
Zielona Góra: Lindgren i Walasek po 12, Zengota 11 – Gorzów Wlkp: Gollob 11, Holta 8, Žagar 5
- Leszno – Wrocław 49:41
Leszno: Hampel i Adams po 11, Kasprzak 10 – Wrocław: Crump 18, Janowski 10, Nicholls 5
- Gdańsk – Bydgoszcz 57:33
Gdańsk: Bjerre, Zetterström i Skórnicki po 10 – Bydgoszcz: Sajfutdinow 10, Jonsson 9, Lindbäck 8
- Toruń – Częstochowa 53:37
Toruń: Sullivan 14, Holder 10, Jaguś 9 – Częstochowa: Pedersen 12, Richardson 9, Hancock 8

7. Kolejka – 31 maja
- Wrocław – Zielona Góra – przełożony mecz na 11 czerwca – 47:43
Wrocław: Crump 15, Jeleniewski 10, Jędrzejak 8 – Zielona Góra: Walasek 14, Protasiewicz 13, Lindgren 8
- Gorzów – Toruń – przełożony mecz na 10 lipca – 44:45
Gorzów: Holta 12, Karlsson 9, Gollob 8 – Toruń: Jaguś 16, Holder 14, Miedziński 6
- Częstochowa – Gdańsk 53:37
Częstochowa: Richardson i Woffinden po 11, Hancock 10 – Gdańsk: Bjerre 16, Zetterström 7, Kylmaekorpi i Vaculik po 6
- Bydgoszcz – Leszno – przełożony mecz na 7 czerwca – 45:45
Bydgoszcz: Lindbäck 11, Jonsson 10, Sajfutdinov 9 – Leszno: Adams 12, Hampel 11, Kasprzak 9

8. Kolejka – 14 czerwca
- Zielona Góra – Wrocław 52:37
Zielona Góra: Protasiewicz 12, Walasek 11, Dobrucki i Iversen po 10 – Wrocław: Crump 12, Janowski 9, Madsen 7
- Leszno – Bydgoszcz 49:41
Leszno: Adams 14, Hampel, Baliński i Kasprzak po 9
- Gdańsk – Częstochowa 60:30
Gdańsk: Andersen 14, Vaculik 13, Bjerre 11 – Częstochowa: Gapiński 9, Richardson 7, Michał Szczepaniak 4
- Toruń – Gorzów 50:40
Toruń: Jaguś i Sullivan po 13, Miedziński 12 – Gorzów: Gollob 16, Karlsson 8, Holta i Jonasson po 5

9. Kolejka – 21 czerwca
- Wrocław – Leszno 49:41
Wrocław: Crump 14, Janowski 11, Jeleniewski 9 – Leszno: Adams 9, Hampel 9, Kasprzak 8
- Gorzów – Zielona Góra 49:41
Gorzów: Gollob 11, Holta 10, Žagar 9 – Zielona Góra: Walasek 10, Dobrucki 9, Protasiewicz 8
- Częstochowa – Toruń 50:40
Częstochowa: Richardson 13, Pedersen 10, Woffinden 10 – Toruń: Sullivan 13, Miedziński 10, Jaguś 8
- Bydgoszcz – Gdańsk 57:33
Bydgoszcz: Jonsson 15, Sajfutdinow 13, Lindbäck 12 – Gdańsk: Bjerre 11, Andersen 10, Sperz 6

10. Kolejka – 28 czerwca
- Zielona Góra – Bydgoszcz 54:36
Zielona Góra: Lindgren 14, Dobrucki 10, Protasiewicz 9 – Bydgoszcz: Jonsson 14, J. Davidsson 9, Sajfutdinow 8
- Leszno – Gdańsk 51:39
Leszno: Adams i Hampel po 13, Kasprzak 12 – Gdańsk: Bjerre 16, Skórnicki 8, Andersen 7
- Częstochowa – Gorzów – przełożony mecz na 22 lipca – 43:47
Częstochowa: Woffinden 12, Hancock 10, Gapiński i Richardson po 8 – Gorzów: Gollob 12, Holta 11, Žagar 10
- Toruń – Wrocław 54:36
Toruń: Holder 12, Sullivan i Jaguś po 11 – Wrocław: Crump 13, Jeleniewski 7, Madsen 6

11. Kolejka – 5 lipca
- Wrocław – Gorzów 40:50
Wrocław: Crump 14, Jeleniewski 8, Watt 6 – Gorzów: Gollob i Holta po 11, Žagar 10
- Leszno – Toruń 62:28
Leszno: Adams 15, Hampel i Kasprzak po 11 – Toruń: Jaguś 8, Miedziński i Kus po 6
- Gdańsk – Zielona Góra 39:51
Gdańsk: Bjerre 17, Andersen 8, Zetterström 7 – Zielona Góra: Dobrucki 12, Walasek 11, Lindgren 10
- Bydgoszcz – Częstochowa – przełożony mecz na 20 lipca – 46:38
Bydgoszcz: Sajfutdinow 12, Jonsson i Lindbäck po 9 – Częstochowa: Hancock 17, Gapiński 8, Szczepaniak 6

12. Kolejka – 19 lipca
- Zielona Góra – Leszno – przełożony mecz na 24 lipca – 46:44
Zielona Góra: Protasiewicz 11, Walasek 9, Lindgren i Zengota po 8 – Leszno: Hampel 17, Adams 10, Kasprzak 8
- Gorzów – Gdańsk 55:35
Gorzów: Žagar 12, Holta 11, Gollob 10 – Gdańsk: Bjerre 15, Vaculik 8, Skórnicki 7
- Częstochowa – Wrocław – przełożony mecz na 30 lipca – 52:38
Częstochowa: Gapiński 12, Richardson 11, Hancock 10 – Wrocław: Crump 13, Janowski 10, Jędrzejak 8
- Toruń – Bydgoszcz 56:34
Toruń: Jaguś 13, Kus 11, Sullivan 10 – Bydgoszcz: Lindbäck 15, Sajfutdinow 11, Jonsson 6

13. Kolejka – 26 lipca
- Zielona Góra – Toruń 67:23
Zielona Góra: Dobrucki 14, Zengota 12, Protasiewicz i Walasek po 11 – Toruń: Holder 8, Jaguś 5, Miedziński 4
- Leszno – Częstochowa 42:48
Leszno: Kasprzak 10, Pavlic 8, Adams i Hampel po 7 – Częstochowa: Hancock 13, Gapiński 12, Woffinden 11
- Gdańsk – Wrocław 50:40
Gdańsk: Vaculik 11,Andersen i Bjerre po 10 – Wrocław: Crump 15, Jędrzejak 14, Nicholls 5
- Bydgoszcz – Gorzów 47:43
Bydgoszcz: Sajfutdinow 15, Jonsson 9, Lindbäck 8 – Gorzów: Gollob 14, Holta 12, Jonasson 8

14. Kolejka – 2 sierpnia
- Wrocław – Bydgoszcz 51:39
Wrocław: Jeleniewski 10, Nicholls 9, Crump i Jędrzejak po 8 – Bydgoszcz: Chrzanowski 11, Sajfutdinow 10, Buczkowski 7
- Gorzów – Leszno 49:41
Gorzów: Jonasson 11, Holta 10, Gollob 9 – Leszno: Adams i Hampel po 10, Pavlic 9
- Częstochowa – Zielona Góra 50:40
Częstochowa: Hancock i Pedersen po 12, Drabik i Gapiński po 9 – Zielona Góra: Dobrucki 12, Protasiewicz 9, Walasek 8
- Toruń – Gdańsk 54:36
Toruń: Sullivan 12, Kościecha 11, Miedziński i Kus po 10 – Gdańsk: Gafurov 12, Vaculik 7, Andersen i Zetterström po 6

### Ćwierćfinały
| Ćwierćfinał Miejsca 1-6 |        | Unibax Toruń 1. miejsce po rundzie zasadniczej          | 97:83 | Polonia Bydgoszcz 6. miejsce po rundzie zasadniczej  |
| ----------------------- | ------ | ------------------------------------------------------- | ----- | ---------------------------------------------------- |
| Ćwierćfinał Miejsca 1-6 | 16 sie | Polonia Bydgoszcz                                       | 45:45 | Unibax Toruń                                         |
| Ćwierćfinał Miejsca 1-6 | 30 sie | Unibax Toruń                                            | 52:38 | Polonia Bydgoszcz                                    |
| Ćwierćfinał Miejsca 1–6 |        | Falubaz Zielona Góra 2. miejsce po rundzie zasadniczej  | 93:87 | Caelum Stal Gorzów 5. miejsce po rundzie zasadniczej |
| Ćwierćfinał Miejsca 1–6 | 16 sie | Caelum Stal Gorzów                                      | 44:46 | Falubaz Zielona Góra                                 |
| Ćwierćfinał Miejsca 1–6 | 30 sie | Falubaz Zielona Góra                                    | 47:43 | Caelum Stal Gorzów                                   |
| Ćwierćfinał Miejsca 1–6 |        | Włókniarz Częstochowa 3. miejsce po rundzie zasadniczej | 98:82 | Unia Leszno 4. miejsce po rundzie zasadniczej        |
| Ćwierćfinał Miejsca 1–6 | 16 sie | Unia Leszno                                             | 37:53 | Włókniarz Częstochowa                                |
| Ćwierćfinał Miejsca 1–6 | 30 sie | Włókniarz Częstochowa                                   | 45:45 | Unia Leszno                                          |

### O 7. miejsce
| Mecz o 7. miejsce Miejsca 7–8 |        | Atlas Wrocław         | 99:81 | Lotos Wybrzeże Gdańsk |
| ----------------------------- | ------ | --------------------- | ----- | --------------------- |
| Mecz o 7. miejsce Miejsca 7–8 | 6 wrz  | Atlas Wrocław         | 51:39 | Lotos Wybrzeże Gdańsk |
| Mecz o 7. miejsce Miejsca 7–8 | 20 wrz | Lotos Wybrzeże Gdańsk | 42:48 | Atlas Wrocław         |

### Półfinały
| Półfinał Miejsca 1–4 |        | Polonia Bydgoszcz     | 83:96 | Falubaz Zielona Góra  |
| -------------------- | ------ | --------------------- | ----- | --------------------- |
| Półfinał Miejsca 1–4 | 6 wrz  | Polonia Bydgoszcz     | 51:39 | Falubaz Zielona Góra  |
| Półfinał Miejsca 1–4 | 13 wrz | Falubaz Zielona Góra  | 57:32 | Polonia Bydgoszcz     |
| Półfinał Miejsca 1–4 |        | Włókniarz Częstochowa | 85:95 | Unibax Toruń          |
| Półfinał Miejsca 1–4 | 6 wrz  | Włókniarz Częstochowa | 46:44 | Unibax Toruń          |
| Półfinał Miejsca 1–4 | 13 wrz | Unibax Toruń          | 51:39 | Włókniarz Częstochowa |

### O 3. miejsce
| Mecz o 3. miejsce Miejsca 3–4 |        | Polonia Bydgoszcz     | 83:97 | Włókniarz Częstochowa |
| ----------------------------- | ------ | --------------------- | ----- | --------------------- |
| Mecz o 3. miejsce Miejsca 3–4 | 27 wrz | Polonia Bydgoszcz     | 46:44 | Włókniarz Częstochowa |
| Mecz o 3. miejsce Miejsca 3–4 | 4 paź  | Włókniarz Częstochowa | 53:37 | Polonia Bydgoszcz     |

### Finał
| Finał Miejsca 1–2 |        | Falubaz Zielona Góra | 88:80 | Unibax Toruń         |
| ----------------- | ------ | -------------------- | ----- | -------------------- |
| Finał Miejsca 1–2 | 11 paź | Falubaz Zielona Góra | 48:42 | Unibax Toruń         |
| Finał Miejsca 1–2 | 18 paź | Unibax Toruń         | 38:40 | Falubaz Zielona Góra |